# Землетрясение на Байкале (2008)
Землетрясение на Байкале 2008 года — мощное землетрясение, произошедшее 27 августа 2008 года в 10:35:32 по местному времени (01:35:32 UTC). Эпицентр толчков находился на дне озера Байкал в 25 км от Байкальска, в 65 км к югу от Иркутска, эпицентр землетрясения был зафиксирован службой USGS. Подземные толчки ощущались на всей территории Восточной Сибири. Центральная сейсмическая станция в Иркутске зарегистрировала первый толчок в эпицентре силой 10-11 баллов. Несмотря на огромную мощность толчков, землетрясение практически не вызвало существенных разрушений, но сообщалось, что было много разрушений внутри квартир и жилых частных домов, жертвы не зарегистрированы.

## Характеристики толчков
- Первый толчок в 10:35:32 по местному времени (01:35:32 UTC) мощностью 15.7 К ощущался в Иркутске с силой толчка 6-7 баллов по балльной шкале MSK-64. В Байкальске сила толчков достигла 9 баллов, в Слюдянке — 8 баллов, в Култуке — 7 баллов, глубина гипоцентра — 16.0 км (6.3 Mw)[8].

- Второй толчок в 10:41:31 по местному времени (01:41:31 UTC) мощностью 13.5 К произошел через 6 минут, сила толчков в Иркутске достигала 5 баллов, глубина гипоцентра — 10.0 км (4.9 Mw)[9].

- Третий толчок в 11:07:56 по местному времени (02:07:56 UTC) мощностью 12.9 К был на глубине гипоцентра 10.0 км (4.3 Mw)[10].

- Четвёртый толчок произошёл 30 августа 2008 года в 21:53:28 по местному времени (13:53:28 UTC) мощностью 12.1 К, его эпицентр сместился несколько западнее. В Иркутске ощущались толчки силой 3 балла, глубина гипоцентра — 13.0 км (4.1 Mw)[11].

## Последствия
Сразу после землетрясения были частично парализованы линии связи и магистральных каналов Интернета, мобильная связь работала с большими перебоями из-за пиковых нагрузок. В Иркутске землетрясение не вызвало практически никаких последствий. Наиболее серьёзные разрушения отмечены в Слюдянском районе, в посёлке Култук средняя школа, после проведённой комиссии, была признана аварийной и снесена, многие дома получили серьёзные повреждения. Байкальский ЦБК повреждений не получил, однако сразу после землетрясения производство было остановлено для проверки надёжности всех систем комбината. Капитальные постройки города Байкальска, несмотря на максимальную близость к эпицентру землетрясения из всех населённых пунктов, также не получили каких-либо серьёзных разрушений. Это объясняется тем, что изначально здания строились с расчётом на сильное разрушительное землетрясение.